# HiNT Røstad (przystanek kolejowy)
Røstad (HiNT) – stacja kolejowa w Røstad, w regionie Trøndelag w Norwegii, jest oddalony od Trondheim o 85,18. Skrót przy nazwie stacji oznacza szkołę Høgskolen i Nord-Trøndelag.

## Ruch pasażerski
Należy do linii Nordlandsbanen. Jest elementem kolei aglomeracyjnej w Trondheim i obsługuje lokalny ruch do Trondheim S i Steinkjer.  Pociągi odjeżdżają co pół godziny w godzinach szczytu i co godzinę poza szczytem.

## Obsługa pasażerów
Wiata, parking rowerowy. Odprawa podróżnych odbywa się w pociągu.